# Vallbona de les Monges
Vallbona de les Monges est une commune d'Espagne dans la communauté autonome de Catalogne, province de Lérida, de la comarque d'Urgell